# 고립어 (언어유형론)
고립어(孤立語, 영어: isolating language)는 대부분의 형태소가 그 자체로 낱말이 되는 언어를 말한다. 분석어에 속한다. 위치어(位置語)라고도 부른다.
고립어에서는 낱말이 변형되지 않기 때문에, 낱말의 통사적 위치를 나타내기 위해 어순이 중요하다.
고립어의 예로 중국어가 있다.
| 한자      | 我 | 的     | 朋友    | 想要     | 吃   | 鸡 | 蛋  |
| 한어병음  | wǒ | de     | péngyou | xiǎngyào | chī  | jī | dàn |
| 한글 발음 | 워 | 더     | 펑여우  | 샹야오   | 츠   | 지 | 단  |
| 의미      | 나 | 소유격 | 친구    | 원하다   | 먹다 | 닭 | 알  |

위와 같이 중국어에서는 한두 개의 음절이 하나의 개념에 해당한다. 같은 유형에 해당하는 언어로는 요루바어, 태국어, 크메르어, 베트남어 등이 있다.
현대의 영어는 과거의 굴절 어미들이 인칭 대명사의 제한적인 격변화, 명사의 소유격인 's, 3인칭 단수 동사의 s 등을 제외하고는 거의 사라져서, 고립어의 특징을 보인다.

## 같이 보기
- 고립된 언어: 비교언어학에서 말하는 '친연관계가 증빙된 언어가 없다'는 의미의 고립어.
- 언어유형론
- 포합어
- 조동사
- 분석어
- 언어 순환 진화 가설